# 岜暮乡
岜暮乡，是中华人民共和国广西壮族自治区河池市天峨县下辖的一个乡镇级行政单位。

## 行政区划
岜暮乡下辖以下地区：
板么村、平石村、森里村、拥里村、板花村、龙安村、大甲村、都楼村、大曹村、公昌村、新洞村、龙塔村、甲岩村和说洞村。